# Enzo Faletto
Enzo Faletto ( Santiago, 14 de julho de 1935  – Santiago, 22 de junho de 2003) foi um sociólogo  e historiador chileno.
Faletto é um dos formuladores da Teoria da Dependência. Sua obra mais conhecida é Dependencia y desarrollo en América Latina; ensayo de interpretación sociológica, escrita juntamente com Fernando Henrique Cardoso. O livro foi publicado inicialmente no México (Siglo XXI, 1969) e depois no Brasil (Rio de Janeiro: Zahar, 1970). É também autor de  Génesis Histórica del Proceso Político Chileno (1971) e  El Liberalismo (1977). 
Professor titular da Universidad de Chile, obteve sua  Licenciatura em História na Faculdade de Filosofia e, mais tarde, o Mestrado em Sociologia na Facultad Latinoamericana de Ciências Sociales (FLACSO). Entre 1967 e 1972 deu aulas a estudantes de sociologia e jornalismo da Universidade do Chile. A partir de 1973 atuou na CEPAL, como consultor, mantendo entretanto seu vínculo com a FLACSO. Em 1990, regressou à docência na  Universidade do Chile, especificamente no Departamento de Sociologia, função na qual permaneceu até o fim de sua vida.

### Morte
Morreu na capital chilena, Santiago, em 22 de junho de 2003 aos 67 anos, vitimado por um câncer de pulmão.